# Artstetten-Pöbring
Artstetten-Pöbring este o localitate din Austria Inferioară cu o populație de 1170 de locuitori.